# Steven Hallworth
Steven Hallworth (Skellingthorpe, 1 de diciembre de 1995) es un jugador de snooker inglés.

## Biografía
Nació en la localidad inglesa de Skellingthorpe en 1995. Es jugador profesional de snooker desde 2014, aunque se ha caído del circuito profesional en más de una ocasión. No se ha proclamado campeón de ningún torneo de ranking, y su mayor logro hasta la fecha fue alcanzar los cuartos de final del Snooker Shoot Out de 2017, en los que cayó derrotado (17-24) contra Andy Hicks. Tampoco ha logrado hilar ninguna tacada máxima, y la más alta de su carrera está en 129.